# T.J. McDonald
Pour les articles homonymes, voir Jones.
(en) Statistiques sur pro-football-reference
Timothy "T. J." McDonald, Jr., né le 26 janvier 1991 à Fresno, Californie, est un joueur américain de football américain.
Il joue pour les Dolphins de Miami en National Football League (NFL) au poste de safety.